# Le Désert vivant
Pour plus de détails, voir Fiche technique et Distribution.
Le Désert vivant (titre original : The Living Desert) est un film documentaire américain réalisé par James Algar en 1953 pour Walt Disney Productions ; il fait partie de la collection True-Life Adventures. Le film, qui montre la vie quotidienne des animaux du désert dans le sud-ouest des États-Unis, a obtenu l'Oscar du meilleur film documentaire en 1953.

## Synopsis
La survie dans les zones désertiques exige un haut degré d'adaptation des animaux et des plantes. Pendant la journée, la chaleur est insupportable tandis que la nuit frigorifie tout. Après plusieurs semaines de sécheresse suivies de pluies tropicales, les masses d'eau du désert offrent quelques heures de répit à la vie.
Le film montre les créatures de la région désertique au début de la saison des pluies, avec une mise en scène efficace des événements. Tout d'abord, le narrateur explique les origines et les caractéristiques de la surface du désert. Puis, peu à peu, avec le réveil de la flore et de la faune, une vie nouvelle profite de l'apparition de la pluie.

## Fiche technique
Sauf mention contraire, les informations proviennent de Leonard Maltin.
- Titre : Le Désert vivant
- Titre original : The Living Desert
- Réalisateur : James Algar
- Scénario : James Algar, Winston Hibler, Ted Sears
- Narrateur : Winston Hibler
- Photographie : Robert H. Crandall, Paul Kenworthy
  - Image additionnelle : Stuart Jewell, Jack Couffer, Don Arlen, Tad Nichols
- Montage : Norman R. Palmer
- Effets d'animation : Joshua Meador, John Hench, Art Riley
- Effets spéciaux : Ub Iwerks
- Musique : Paul J. Smith
- Chef d'orchestre : Edward H. Plumb
- Son : C. O. Slyfield (directeur), Harold J. Steck (enregistreur)
- Producteur : Ben Sharpsteen
- Société de production : Walt Disney Productions
- Société de distribution : Buena Vista Distribution
- Budget : 300 000 USD
- Durée : 69 minutes
- Pays d'origine : États-Unis
- Langue : anglais
- Dates de sortie :
  -  États-Unis : 10 novembre 1953
  -  Allemagne de l'Ouest : 18-29 juin 1954 (Berlinale)
  -  France : 8 septembre 1954
  -  Suède : 6 octobre 1954
  -  Italie : 8 novembre 1954
  -  Japon : 29 janvier 1955
  -  Finlande : 4 février 1955
- Affiche : Jouineau Bourduge (France)

## Distinctions

### Récompenses
- Oscar du meilleur film documentaire en 1953
- Médaille d'or de la Berlinale catégorie Documentaires et films culturels[2]

### Sélection
Le film a été présenté en sélection officielle en compétition au Festival de Cannes 1954.

## Origine et production
Lors d'un voyage en août 1948 en Alaska, Walt Disney rencontre Alfred Milotte, propriétaire d'un magasin d'appareils photos et sa femme institutrice Elma. Ils engagent une discussion sur les documentaires consacrés à l'Alaska dont le résultat sera le poste de photographe sur la série de documentaires animaliers True-Life Adventures. Le premier épisode est L'Île aux phoques (On Seal Island) sorti en décembre 1948. Plusieurs courts métrages sont réalisés dans cette série grâce à des séquences tournées par des naturalistes photographes. En l'absence de distributeur soutenant le format des longs métrages documentaires, la série dont la production se poursuit n'est pas distribuée. En 1953 pour résoudre ce problème, Disney fonde sa propre société de distribution, la filiale Buena Vista Distribution, et ainsi assurer la distribution de ces films assez éloignés des productions d'animation. Le succès des courts et moyens métrages de la série  True-Life Adventures diffusés entre 1950 et 1953 pousse le studio à produire des longs métrages.
Parmi les naturalistes qui soumettent des bobines de films au studio Disney, Paul Kenworthy se fait remarquer par son film de doctorant à l'UCLA consacré aux insectes vivants dans le désert américain qui met en scène une guêpe aux prises avec une mygale,. Walt Disney rencontre Kenworthy et lui propose de repartir dans le désert pour ajouter de nouvelles scènes aussi spectaculaires. Le documentaire est tourné dans plusieurs lieux de l'ouest américain dont :
- la région de Tucson, à proximité du Parc national de Saguaro, pour la scène d'un Puma grimpant au sommet d'un Saguaro pour se protéger de Pécaris à collier[9],[10].
- la Vallée de la Mort, les dunes de sable de Yuma et les puits de boue de Salton Sea[11].

Les séquences sont regroupées dans un film nommé Le Désert vivant, premier film à être distribué par Buena Vista Distribution. Kenworthy est convaincu que le succès des courts métrages peut être reproduit avec ce long métrage mais en adoptant un style [de narration] divertissante. Le format du Désert vivant devient par la suite le standard de la série True-Life Adventures. La production nécessite un budget important pour un documentaire mais faible pour le studio Disney, de 300 000 USD.
Le film débute par le logo de la série True-Life Adventures, un globe terrestre scintillant tournant dans une armature devant un ciel bleu puis présente des décors dessinés par un pinceau animé sur l'écran. Cette animation permet de transporter le spectateur dans le lieu de l'action. Winston Hibler fait ensuite office de narrateur. Ce vétéran du studio a été choisi en raison de sa voix rassurante et de sa capacité à rendre intéressant ce qui aura pu être une simple lecture. Hibler, Ted Sears et James Algar ont écrit une histoire qui offre des instants dramatiques. Empreint de naturalisme, la Nature ne connait ni bon, ni méchant et le spectateur suit simplement les évènements qui lui sont présentés.

## Sortie au cinéma et accueil du public
Le film a été diffusé avec le court métrage d'animation Franklin et moi (1953) et le court métrage en prise de vue réelle Ouragan, le pur-sang (1954). Malgré son thème particulier, il est un succès commercial et récolte 4 millions d'USD. Pour Maltin, ce succès est dû à l'usage de séquences rapprochées (en gros plan) et de la qualité des scènes piochées dans les films fournis comme celle des chauve-souris qui au lever du soleil obscurcissent le ciel de par leur nombre. Ces scènes seraient les meilleures de toutes la série des True-Life Adventures.
Le film obtient l'Oscar du meilleur film documentaire en 1953 et offre à Walt Disney une certaine satisfaction après avoir été découragé de poursuivre la série True Life Adventure au format court métrage. De plus le succès de cette distribution permet à Buena Vista Distribution de partir du bon pied après la résistance de RKO pour distribuer la série. Pour la sortie du film le studio avait contacté son distributeur RKO Pictures mais celui-ci est un peu frileux quant au succès d'une série True-Life Adventures. Disney fonde alors sa propre société de distribution Buena Vista Pictures Distribution créée le 10 novembre 1953 afin de ne plus être lié à d'autres groupes cinématographiques.
Mais au niveau du contenu, Disney n'était pas préparé à la volée de bois vert sur le côté supposé factuel du film, la scène du scorpion dansant a ainsi été l'objet de très nombreuses critiques. Dans une interview donnée par James Algar en 1967 au journaliste Philip Jenkinson de la BBC, Algar explique qu'il a dû maintes fois expliquer que la musique a été ajoutée à l'image et que les animaux ne dansent pas en rythme. Au-dessus de tous cela, le film garde une qualité indéniable dû à l'intemporalité des séquences animalières qui sont à la base du film.
Des extraits du films ont été utilisés pour produire trois courts métrages éducatifs sortis en 1974, Animals at Home in the Desert, Predators of the Desert et What Is a Desert?.